# 446 aC
El 446 aC va ser un any del calendari romà prejulià. Era l'any 308 ab urbe condita. La denominació 446 aC per a aquest any s'ha emprat des de l'edat mitjana, quan el calendari Anno Domini va ser el mètode més usat a Europa per a anomenar els anys.

## Esdeveniments

### Antiga Grècia
- Atenes intervé a Beòcia contra els oligarques de Queronea i Orcomen, favorables a Esparta. Atenes ataca la població de Queronea i la redueix a l'esclavitud. Després de la seva derrota en la batalla de Coronea al nord-oest de Tebes, Atenes va abandonar el control de Beòcia, que va recuperar la influència espartana i els règims oligàrquics. Només Platea es va mantenir fidel a Atenes.[2]
- Acord entre Esparta i Atenes, que va ser ratificat per la «Pau dels Trenta Anys» (hivern del 446 aC–445 aC). Segons aquest tractat, Mègara va retornar a la Lliga del Peloponnès, Trezè i Acaia es van independitzar, Egina havia de ser un tributari d'Atenes però autònom, i les disputes s'havien de resoldre per arbitratge. Cada bàndol es va comprometre a respectar les aliances de l'altre.[3]
- Plistòanax, rei d'Esparta, va ser deposat i enviat a l'exili, acusat d'haver rebut diners de Pèricles per retirar les seves tropes de l'Àtica. Segons Plutarc, el rei va ser condemnat a pagar una multa, i com que no ho va poder fer, el van desterrar.[4]

### República romana
- Els romans vencen als eques i als volscs en la batalla de Corbione.[5] Aquell any eren cònsols a Roma Titus Quinti Capitolí Barbat i Agripa Furi Medul·lí. Aprofitant les lluites entre patricis i plebeus d'aquell any, els eques i els volscs van tornar a atacar Roma, van saquejar el Latium i es van acostar a les muralles de la ciutat. Capitolí va saber unir a patricis i plebeus, que no s'havien adonat de la proximitat de l'enemic, i va fer front a l'atac. Amb consentiment del seu col·lega se li va donar el comandament únic de l'exèrcit i va derrotar els enemics en la ferotge Batalla de Corbione.[6]

## Naixements
- Timoteu de Milet, músic i poeta nascut a Milet.[7]
- Marc Furi Camil, magistrat romà, dictador cinc vegades i sis vegades tribú amb potestat consular.[8]
- Èupolis, poeta còmic atenenc.[9]